# NGC 6505
좌표:  17h 51m 07.4726s, +65° 31′ 50.925″
NGC 6505는 용자리에 위치한 허블 순차 분류 E/S0인 타원 은하이다. 우리 은하로부터 약 6억 800만 광년 떨어져 있으며, 지름은 약 19만 광년이다. 1884년 6월 27일 루이스 A. 스위프트가 발견했다.

## 아아슈타인 고리의 발견
2025년 유클리드 우주 망원경이 NGC 6505를 둘러싼 완전한 아인슈타인 고리를 발견했다.

## 알티에리 렌즈

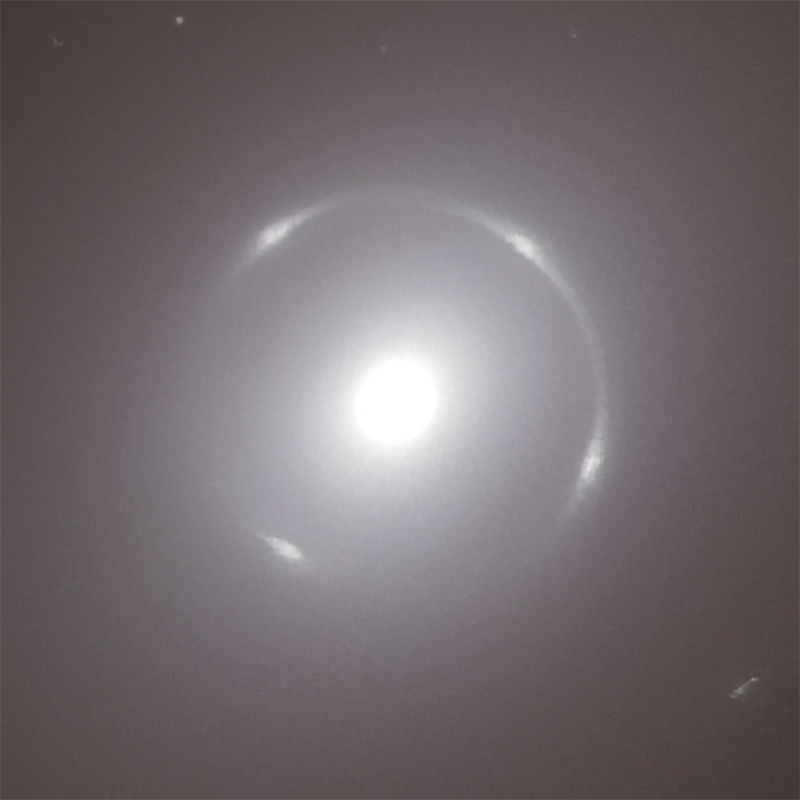
유클리드의 가시광선 카메라에서 촬영한 아인슈타인 고리 사진. (촬영 데이터보다 두 배 높은 해상도로 슈퍼 샘플링했다.)

유클리드 아카이브 소속 과학자 브루노 알티에리가 유럽 우주국의 유클리드 망원경의 데이터에서 초점이 맞지 않은 2023년 9월의 초기 테스트 데이터를 이용해 중력렌즈를 발견했다. 나중에 유클리드는 VIS와 NIS 기구를 모두 사용하여 은하와 렌즈 은하를 촬영했다. 켁 인터그랄 필드 분광기 (KCWI)와 암흑 에너지 분광기 (DESI)의 분해능 분광법을 통해서도 중력렌즈가 관찰되었다. 렌즈화된 은하는 0.4058 ± 0.003의 적색편이를 갖고 있으며, 44억 6천만 광년 떨어져 있다.

발견자들은 "매우 희귀한 강력한 렌즈"라고 부르며 NGC 은하에서 발견된 최초의 중력렌즈라고 설명했다. 

## 같이 보기
- NGC 6000 ~ 6999 목록